# 岡本かおり (手話キャスター)
岡本 かおり（おかもと かおり、1975年12月11日 - ）は、日本の手話キャスター、デフリンピック出場のバレーボール選手。大阪府出身。身長163cm。血液型A型。大阪府立生野高等聾学校卒業。夫は、デフリンピック2回出場のバスケットボール選手の小立哲也。

## 来歴とエピソード
2001年目で聴くテレビでデビュー。以後、テレビ、舞台、司会など様々な分野で活動。
2001年友人に誘われ目で聴くテレビの国際手話の生徒役に。
2002年手話キャスター養成講座を受け、正式3期生手話キャスターとなる。

## 主な出演

### 目で聴くテレビ番組
- 国際手話
- チャレンジかおり
- 目で聴く10周記念
- 健康レシピ
- 目で聴くウィクリー（第五週火曜日）

### 映画
- Start Line(スタートライン)

## デフリンピック出場歴
| 回     | 開催年 | 開催都市       | 開催国         | 成績 | ポジション     |
| ------ | ------ | -------------- | -------------- | ---- | -------------- |
| 第18回 | 1997年 | コペンハーゲン | デンマーク     | 5位  | レフト         |
| 第19回 | 2001年 | ローマ         | イタリア       | 1位  | レフト         |
| 第20回 | 2005年 | メルボルン     | オーストラリア | 2位  | センター       |
| 第21回 | 2009年 | 台北           | 台湾           | 3位  | オールラウンド |

※ 2013年のソフィア（ブルガリア）大会応援プロジェクトチーム代表